# Allocapnia pechumani
Allocapnia pechumani är en bäcksländeart som beskrevs av Ross och William Edwin Ricker 1964. Allocapnia pechumani ingår i släktet Allocapnia och familjen småbäcksländor. Inga underarter finns listade i Catalogue of Life.